# Konzerviranje restauriranje predmeta od gipsa
Konzervacija predmeta od gipsa, odnosno konzervacija-restauracija gipsa označava djelatnost usmjerenu na zaštitu i očuvanje povijesnih predmeta izrađenih od gipsa. U nju su uključena sva djelovanja usmjerena na prevenciju odnosno usporavanje propadanja predmeta, kao i na poboljšanje dostupnosti i čitljivosti istih predmeta kulturne baštine. Od izrazitog značaja za proces konzervacije predmeta od gipsa je i temeljito, minimalno barem teoretsko, a poželjno i praktično poznavanje uzroka i značajki propadanja, te najvažnijih tehnika izrade istih. Neophodno je i barem elementarno poznavanje povijesnog razvoja izrade predmeta od gipsa, kao i osnovnih postavki arheologije, te etnologije. Veliku važnost ima i poznavanje suvremene konzervatorske prakse i teorije, ali i etike, te poznavanje znanstveno zasnovanih metoda istraživanja predmeta od gipsa.

## Sastav
Pariški gips priprema se sušenjem gipsa (CaSO 4 •2H 2 O) u peći. Ovo tjera većinu kristalizirane vode (2H 2 O) povezane s molekulom kalcijevog sulfata i ostavlja gips vrlo reaktivnim. Kada se voda doda gipsanom prahu osušenom u peći, ona se lako apsorbira i ponovno ugrađuje u kristalnu strukturu. Tijekom ovog procesa pariški gips se kristalizira i stvrdnjava, oslobađa toplinu i lagano povećava volumen.
Količina vode koja se dodaje pariškom gipsu tijekom miješanja je kritična: premalo rezultira praškastim materijalom s nižom kohezijom od očekivane i sklonošću mrvljenju i pucanju, a previše proizvodi porozni materijal koji je slab i lomljiv.

## Čišćenje
Čišćenje počninje brisanjem prašine s predmeta četkom te usmjeravanjem prašine u usisavač. Oblaganje mlaznice usisavača tkaninom ili tankom pjenastom plastikom pomaže u izbjegavanju oštećenja predmeta. Otporna prljavština može se ukloniti gumenom gumicom ili prahom za crtanje, iako ove tehnike treba koristiti oprezno (mogu djelovati vrlo brzo i selektivno pretjerano čišćenje može rezultirati ružnim izgledom).
Gotovi gipsani predmeti predstavljaju manje problema jer su završni slojevi često prilično izdržljivi. Uz već opisane metode kemijskog čišćenja, ovi se predmeti obično mogu čistiti vatom natopljenom destiliranom vodom u koju je dodano malo deterdženta. Međutim, budući da su smole osjetljive na vodu, poput šelaka, povremeno korištene za brtvljenje površina , a završni slojevi su se mogli koristiti u kombinaciji s pigmentima i voskovima za simuliranje patiniranja, uvijek je potreban oprez. Stoga je svakako potrebno i testirati neupadljiva mjesta prije pokušaja čišćenja cjeline. Ako testni štapić pokaže čak i najmanju boju, potrebno je ograničiti čišćenje na suhe metode.

## Popravci
Pariški gips je uobičajena tvar koja se lako koristi, ali su njegovi popravci i restauracije iznenađujuće teški i složeni. Kada se popravljaju predmeti od gipsa, vrlo je uobičajeno da okolni suhi materijal upije vodu iz dodanog. To može učiniti materijal za ispunu slabijim od okoline i vjerojatnije je da će se oštetiti.

## Rukovanje
Prilikom rukovanja potrebno je nositi čiste pamučne rukavice kako bi se izbjegao prijenos vlage i ulja s kože na površinu predmeta. Gole površine također treba držati pokrivene kako bi se izbjegla prašina i mrlje od curenja vode.
Prije pokušaja pomicanja gipsanog predmeta potrebno je procijeniti njegovu ukupnu težinu i raspodjelu te težine. Prilikom podizanja predmeta potrebno ga je uhvatiti za čvrsto pričvršćene dijelove i dobro ga podupriti odozdo.

## Pohrana
Temperatura i relativna vlažnost zraka trebale bi biti 13 – 18 °C / 35 – 45 RH. Osobito je potrebno paziti na predmete gdje je gips kombiniran sa metalom ili drvetom.

## Vanjske poveznice
- Care of Objects Made of Plaster of Paris – Canadian Conservation Institute (CCI) Notes 12/2